# Протестантизм у Болгарії
Протестантизм в Болгарії: протестантизм є четвертою за величиною релігійною течією в Болгарії після православ'я, ісламу і католицтва. За переписом 2001 року в цілому 42 308 людей назвали себе протестантами різних деномінацій, у порівнянні з 21 878 в ході попереднього перепису в 1992 році. Відзначено зростання числа протестантів в останнє десятиліття.

## Історія
Протестантизм був започаткований у Болгарії місіонерами з США в 1857-58 роках, в умовах національного відродження. Дві конфесії, методисти та конгрегаціоналісти, розділили сфери впливу. Методісти переважали в північній частині Болгарії, а конгрегаціоналісти на півдні країни.
У 1875 протестантські конфесії об'єдналися в Болгарське Євангелічне Благодійне товариство, яке пізніше стало Союзом євангельських церков у Болгарії. Крім будівницьтва церков, протестанти будували школи, лікарні та молодіжні клуби, й вони поширювали Біблію болгарською мовою. Союз євангельських церков підготував переклад всієї Біблії сучасною болгарською мовою в 1871 році і заснував міжконфесійний Роберт-Коледж в Константинополі, де багато болгарських лідерів після здобуття незалежності отримали освіту.
Комуністичний режим переслідував протестантів. У 1946 режим перервав фінансування з західних церков. У 1949 році 31 протестантських священиків були звинувачені в шпигунстві на американську розвідку. Все церковне майно було конфісковано, і правовий статус церков було скасовано. Більшість основних протестантських деномінацій зберігали за собою право поклонятися номінально згідно з конституцією 1947 року.
Після падіння у 1989 році комуністичного режиму відновилася діяльність американських місіонерів, та чисельність протестантів в Болгарії стала стрімко зростати.

## Сучасний стан
В теперішній час більшість протестантських церков Болгарії об'єднані у організацію "Об'єднання євангельських церков", до якого входять 11 церков різних деномінацій та 11 міжконфесійних організацій: 
- Союз евангельских баптистських церков (bg:Съюз на евангелските баптистки църкви) об'єднує 4 950 баптистів у 107 помісних церквах[2].
- Союз евангельских церков (Съюз на евангелските съборни църкви) об'єднує конгрегаціоналістів у 70 помісних церквах[3].
- Союз евангельских п'ятидесятницьких церков (Съюз на евангелските петдесятни църкви) об'єднує п'ятидесятників.